# Szelci (Sztruga)
Szelci (macedónul: Селци) település Észak-Macedóniában, a Délnyugati körzetben, Sztruga községben.

## Népesség
| Lakosok száma | 276  | 252  | 38   | 2    | 4    |      | 6    |
|               | 1948 | 1953 | 1961 | 1971 | 1994 | 2002 | 2021 |

2002-ben lakatlan település.